# Saint-Gand
Saint-Gand ist eine französische Gemeinde im Département Haute-Saône in der Region Bourgogne-Franche-Comté.

## Geographie
Saint-Gand liegt auf einer Höhe von 223 m über dem Meeresspiegel, vier Kilometer südlich von Fresne-Saint-Mamès und etwa 34 Kilometer nordnordwestlich der Stadt Besançon (Luftlinie). Das Dorf erstreckt sich im Südwesten des Départements, im Saônebecken, in der Talmulde des Dorfbachs Ruisseau des Ecornes, in einer Rodungsinsel im Norden des Bois de Saint-Gand.
Die Fläche des 15,83 km² großen Gemeindegebiets umfasst einen Abschnitt der leicht gewellten Landschaft südöstlich der Saône. Der zentrale Teil des Gebietes wird von einer Mulde eingenommen, die vom Ruisseau des Ecornes nach Nordosten über die Jouanne  zur Romaine entwässert wird. Die Mulde wird von den ausgedehnten Waldungen des  Bois des Saint-Gand umgeben, welche das nur schwach reliefierte Land bedecken. Hier entspringt das Flüsschen Cabri und sein späterer Zufluss Ruisseau des Étangs, die zur Saône entwässern. Geologisch zählt das durchschnittlich auf 250 m liegende Plateau zum Saônebecken und ist teils aus tertiären Ablagerungen, teils aus Sedimenten der oberen Jurazeit aufgebaut. Mit 264 m wird auf einer Anhöhe westlich des Dorfes die höchste Erhebung von Saint-Gand erreicht.
Zu Saint-Gand gehören neben der eigentlichen Ortschaft mehrere Weiler und Gehöfte:
- Rougeau (252 m) in einer Rodungsinsel auf dem Plateau westlich des Dorfes
- Le Charme (250 m) in einer Rodungsinsel auf dem Plateau südlich des Dorfes
- Les Frondey (260 m) im Bois de Saint-Gand
- Les Roquets (247 m) im Bois de Saint-Gand

Nachbargemeinden von Saint-Gand sind Vellexon-Queutrey-et-Vaudey, Fresne-Saint-Mamès und Greucourt im Norden, La Vernotte im Osten, Étrelles-et-la-Montbleuse und La Chapelle-Saint-Quillain im Süden sowie Seveux im Westen.

## Geschichte
Im Mittelalter gehörte das Gebiet von Saint-Gand zur Freigrafschaft Burgund und darin zum Gebiet des Bailliage d’Amont. Zusammen mit der Franche-Comté gelangte es mit dem Frieden von Nimwegen 1678 definitiv an Frankreich. Die Ortschaft selbst wird jedoch erst im Jahr 1694 urkundlich erwähnt. Die lokale Herrschaft hatten die Herren von Oiselay inne. Zu einer Gebietsveränderung kam es 1807, als Sept-Fontaines (das heutige La Vernotte) nach Saint-Gand eingemeindet wurde. Diese Ortschaft wurde 1824 bereits wieder abgetrennt und bildet seither eine eigenständige Gemeinde. Seit 2007 ist Saint-Gand Mitglied des 20 Ortschaften umfassenden Gemeindeverbandes Monts de Gy.

## Bevölkerung
| Jahr                       | 1962 | 1968 | 1975 | 1982 | 1990 | 1999 | 2007 | 2018 |
| Einwohner                  | 86   | 68   | 59   | 76   | 72   | 77   | 130  | 142  |
| Quellen: Cassini und INSEE |      |      |      |      |      |      |      |      |

Mit 141 Einwohnern (1. Januar 2022) gehört Saint-Gand zu den kleinsten Gemeinden des Départements Haute-Saône. Nachdem die Einwohnerzahl während des 20. Jahrhunderts deutlich abgenommen hatte (1886 wurden noch 242 Personen gezählt), wurde seit Beginn der 1990er Jahre wieder ein Bevölkerungswachstum verzeichnet.

## Sehenswürdigkeiten
Die Dorfkirche Saint-Gand wurde im 17. Jahrhundert erbaut. Sie besitzt eine wertvolle Ausstattung, darunter Malereien aus der Erbauungszeit, einen Stuckaltar sowie Statuen aus dem 18. Jahrhundert.

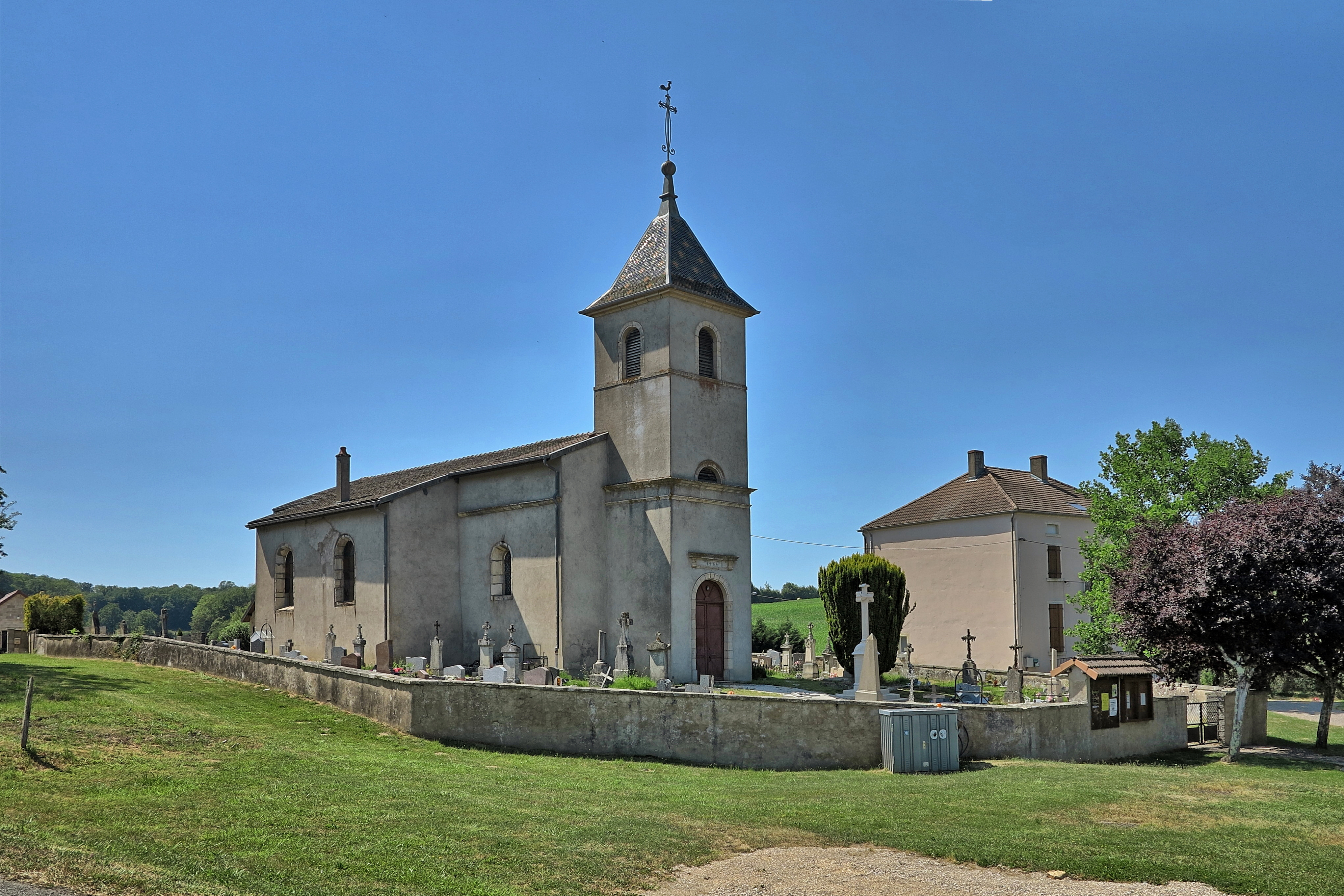
Kirche Saint-Gand

## Wirtschaft und Infrastruktur
Saint-Gand war bis weit ins 20. Jahrhundert hinein ein vorwiegend durch die Landwirtschaft (Ackerbau, Obstbau und Viehzucht) und die Forstwirtschaft geprägtes Dorf. Außerhalb des primären Sektors gibt es nur wenige Arbeitsplätze im Dorf. Einige Erwerbstätige sind auch Wegpendler, die in den größeren Ortschaften der Umgebung ihrer Arbeit nachgehen.
Der Ort liegt abseits der größeren Durchgangsachsen an einer Departementsstraße, die von Fresne-Saint-Mamès nach Gy führt. Weitere Straßenverbindungen bestehen mit Vaudey, La Vernotte und Étrelles-et-la-Montbleuse.